# Operationen am Fluss Matanikau
Tulagi und Gavutu-Tanambogo – Savo Island – Tenaru – Ost-Salomonen – Bloody Ridge – Operationen am Fluss Matanikau – Cape Esperance – Henderson Field – Santa-Cruz-Inseln – Matanikau-Offensive – Koli Point – Carlsons Patrouille – Guadalcanal – Tassafaronga – Mount Austen – Rennell Island – Operation Ke – Operation Cleanslate
Die Operationen am Fluss Matanikau waren Kampfhandlungen zwischen den Streitkräften der Vereinigten Staaten und denen des Japanischen Kaiserreichs während des Pazifikkriegs im Zweiten Weltkrieg auf der Salomonen-Insel Guadalcanal.
Die Kämpfe ereigneten sich während der Schlacht um Guadalcanal rund um den Fluss Matanikau nahe Lunga Point. Die ersten Gefechte fanden zwischen dem 23. und 27. September 1942 und die zweiten zwischen dem 6. und 9. Oktober desselben Jahres statt.

## Vorgeschichte
Die japanischen Streitkräfte unter dem Befehl von General Kawaguchi Kiyotake formierten sich im Gebiet am Matanikau nach Angriffen gegen US-Streitkräfte in der Schlacht am Bloody Ridge neu, um von dort aus weitere Angriffe auf die US-Verteidigungsanlagen, die das Flugfeld Henderson Field am Lunga Point auf Guadalcanal bewachten, zu starten.

### Aufklärungen
General Alexander A. Vandegrift ordnete aus diesem Grund energische Patrouillen an. Sie sollten zwei Zwecke erfüllen, den Umkreis zu sichern und die ursprüngliche japanische Garnison ausfindig zu machen, damit diese zerstört werden konnte.
Als Aufklärungseinheiten der 5. Marines am 9. und 10. August am Fluss Matanikau auf heftigen Widerstand stießen, beschloss der Leiter der Geheimdienstabteilung der Division, First Sergeant Steven Custer, eine Kampfpatrouille zu entsenden, um genauere Informationen über die japanische Konzentration zu sammeln. Nachdem ein japanischer Seemann gefangen worden war, der von einer möglichen Kapitulationsabsicht der Japaner erzählte und eventuell westlich vom Dorf Matanikau eine weiße Flagge gesichtet worden sei, startete eine 25 Mann starke Patrouille. Sie wurde von den Japanern kurz darauf ausgelöscht.
Am 17. August brachte der japanische Zerstörer Oite der 8. Flotte die 3. Kure-Spezial-Marinelandungseinheit im Rahmen der Operation Ka nach Guadalcanal. 130 Mann landeten am Tassafaronga Point im Norden der Insel an.
Bis Mitte September hatten die US-Marines neben der Eroberung des Flugfeldes zwei erfolgreiche Verteidigungsaktionen gegen die Japaner durchgeführt und kleinere Offensivaktionen in der Gegend vom Matanikau durchgeführt. So rückte eine Kompanie am 18. August zu einem Übergang am Matanikau etwa einen Kilometer landeinwärts vor und tötete dabei zehn Japaner. Am Morgen des nächsten Tages beschoss eine Artillerieabteilung der Marines die Japaner am Fluss bei Sonnenaufgang.
Bisher waren weder Kampfverstärkungen noch zusätzliche Munition nach Guadalcanal geschickt worden. General Vandegrift hatte Admiral Richmond K. Turner im August davon überzeugt die 7. Marines aus Samoa zu schicken, um sich der 1. Marinedivision auf Guadalcanal anzuschließen. Am 18. September 1942 landete das nun der 1. Marinedivision zugeteilte Regiment in den Salomonen auf Guadalcanal. 4.180 Mann der verstärkten 7. Marines kamen sicher an Land und 147 Fahrzeuge wurden angelandet.
Am selben Tag organisierte Vandegrift die höheren Ränge der Division neu. Generalmajor Merritt A. Edson übernahm das Kommando über die 5. Marines und Brigadegeneral Samuel B. Griffith folgte ihm als Chef der 1. Marinedivision nach.
Das 1. Bataillon der 7. Marines von Oberstleutnant Lewis B. „Chesty“ Puller verließ den Perimeter am 23. September mit der Mission, japanische Einheiten nahe des Matanikau zu räumen.

## Planung der japanischen Gegenoffensive
Im kaiserlichen Hauptquartier wurde eine zentrale Vereinbarung getroffen um weitere Verstärkungen nach Guadalcanal zu bringen. Die Umsetzung in detaillierte Pläne erforderte in Truk und Rabaul rund eine Woche. Damit ein Angriff bis etwa zum 20. Oktober möglich wäre, zeigten erste Berechnungen vom 23. September, dass die Bewegung der Verstärkungen bis zum 13. oder 14. Oktober abgeschlossen sein muss.
Japanische Marineoffiziere sahen den Einsatz von zwei Mitteln vor, um die Armeeeinheiten nach Guadalcanal zu transportieren:
1. den bewährten „Rattentransport“[A 1], mit siebenundzwanzig Zerstörern und zwei Wasserflugzeugträgern und
2. einem zusätzlichen „Ameisentransport“, mit dem Einsatz von Lastkähnen, um Artilleriegeschütze zu transportieren, die für schmale Zerstörerdecks zu groß und unhandlich waren.

Zusätzlich war beabsichtigt, das Haupthindernis dieser Bemühungen, die amerikanische Cactus Air Force ab Anfang Oktober durch Artilleriefeuer auf Henderson Field zu neutralisieren oder sogar ganz zu beseitigen. Ein ergänzender Beschuss durch eine verstärkte Angriffsserie von Fliegern der kaiserlichen Marine, die am 26. September, dem geplanten Fertigstellungstermin des Flugplatzes Buin auf Bougainville, in den nördlichen Salomonen, beginnen soll, war zusätzlich vorgesehen.
Am 24. September stellte Konteradmiral Hashimoto Shintarō die Fahrten des Tokyo Express für den Rest des Monats ein. Dies weil sowohl die Fertigstellung des Flugplatzes Buin scheiterte, als auch das „Ameisentransport“-Programm. Damit hatten die Japaner ein ernstes Dilemma:
Verstärkungsfahrten, die sich ausschließlich auf das „Rattentransport“-System stützten, erforderten eine vollständige Phase mondloser Nächte, die eine einmonatige Verzögerung erzwingen würden, in der die Amerikaner auch ihre Position stärken konnten. Da die Führung der 17. Armee eine solche Verzögerung hartnäckig als untragbar bezeichnete, wurde am 26. September der Vorschlag vorgebracht, einen erheblichen Teil der Verstärkung über einen Konvoi großer Transportschiffe nach Guadalcanal zu verlegen. Am nächsten Tag entwarfen Stabsoffiziere der japanischen Armee und der Marine in Rabaul einen überarbeiteten Verstärkungsplan, der Folgendes vorsah:
1. Die „Rattentransporte“ starten wieder am 1. Oktober und laufen jede Nacht bis einschließlich dem 14. Oktober;
2. Das „Ameisentransport“-Programm beginnt an diesem Tag von den Shortland-Inseln aus und liefert ab dem 1. Oktober jede Nacht sechs Lastkähne Material nach Guadalcanal;
3. Sonderflüge des Seeflugzeugträgers Nisshin mit schwerer Artillerie am 3. und 6. Oktober;
4. Eine verstärkte Luftoffensive einschließlich nächtlicher Bombenangriffe auf Guadalcanal; und
5. Ein Konvoi, um Verstärkungen direkt zur 17. Armee auf Guadalcanal zu transportieren.

Um die Zustimmung durch Admiral Yamamoto Isoroku einzuholen, flogen am 28. September mehrere Offiziere, darunter Oberst Tsuji Masanobu von der 17. Armee, nach Truk. Offiziere der kaiserlichen Marine versuchten Oberst Tsuji einen sehr wichtigen Punkt klarzumachen: Sobald die Flotte Truk verlassen hatte, würde ihre Verfügbarkeit zur Unterstützung der Offensive aus logistischen Gründen auf etwa vierzehn Tage begrenzt sein.

## Septemberkämpfe

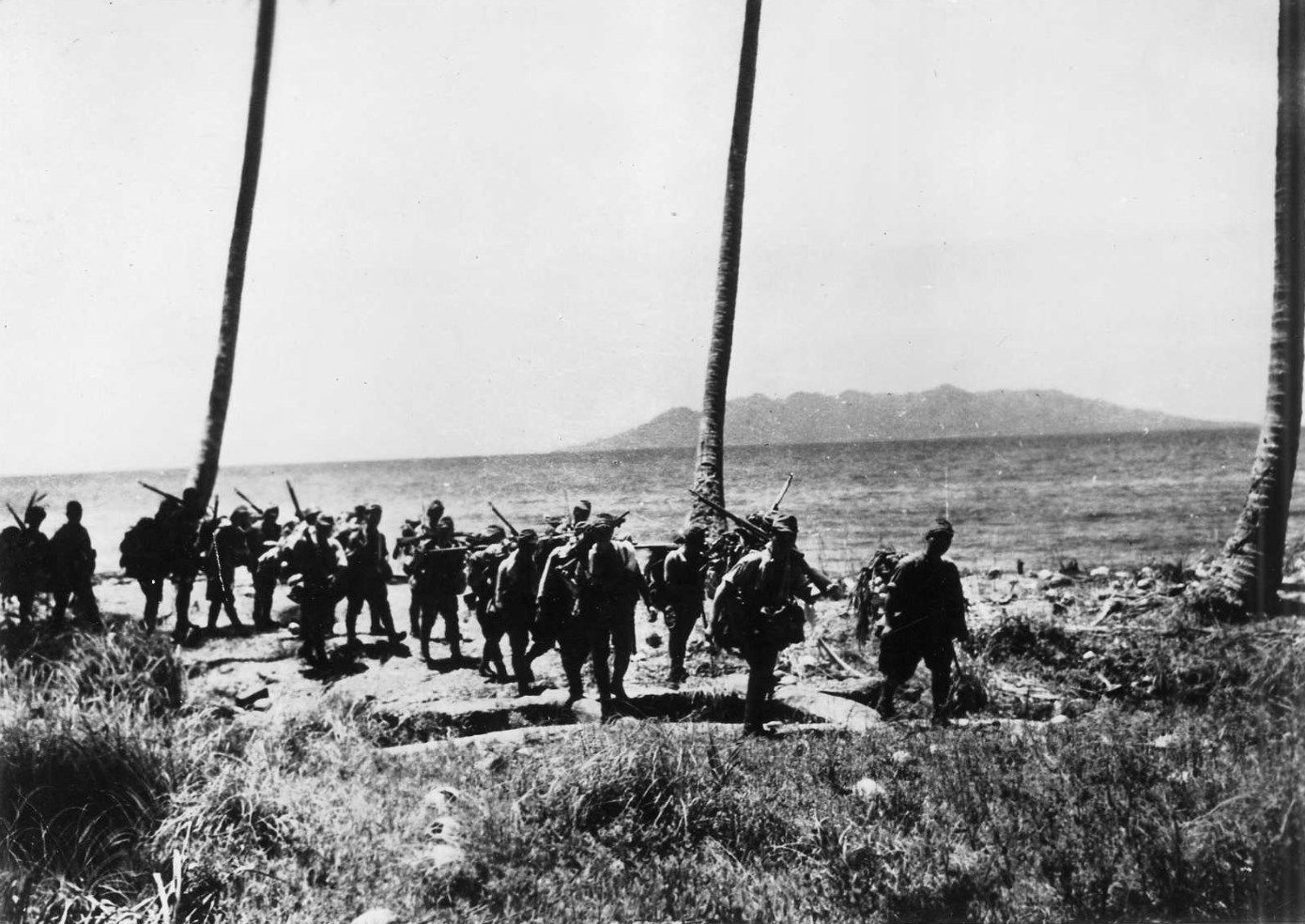
Ankunft japanischer Entsatz-Truppen auf Guadalcanal, ca. Anfang September 1942. Im Hintergrund die Insel Savo.

Nach der Schlacht am Bloody Ridge wusste das Divisionshauptquartier, dass eine beträchtliche japanische Streitmacht westlich des Flusses von Kokumbona aus operierte und gelegentlich Mount Austen patrouillierte. Diese Truppen stammten aus der 4. Infanterie der 2. Division unter dem Befehl von Generalleutnant Maruyama Masao, und der Kawaguchi-Streitmacht. Der Rest der 4. Infanterie war Mitte September westlich des Matanikau gelandet, um sich mit seinem 2. Bataillon zusammenzuschließen.

Am Nachmittag des 24. September alarmierte eine erhöhte amerikanische Luftaktivität Oberst Akinosuke Oka, den Kommandeur der japanischen Einheiten am Matanikau. Er beschloss, Einheiten auf der Ostseite des Flusses zurückzuziehen, um sich auf den Widerstand gegen eine mögliche Landung vorzubereiten. Am nächsten Tag erhielt Kawaguchi die Anweisung, Dörfer am Ostufer des Matanikau für Versammlungs- und Artilleriestellungen zu besetzen. Dieser Auftrag stand offensichtlich im Widerspruch zu den Vorbereitungen zur Abwehr einer Landung, doch bevor Kawaguchi eine Lösung für diesen Widerspruch finden konnte, sah er sich einer Bedrohung von anderer Seite gegenüber.

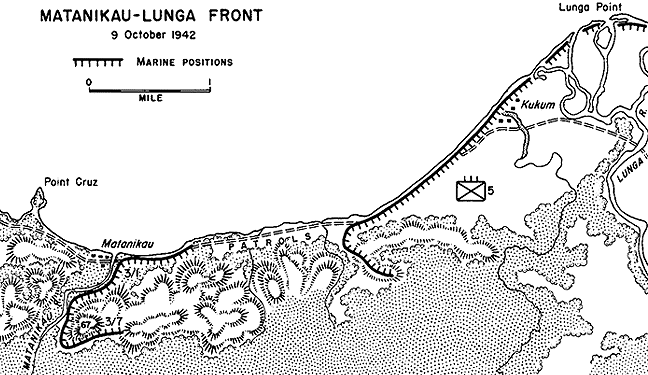

Das 1. Bataillon der 7. Marines hatte am 23. September die Verteidigungslinie durchquert. Als es im Gebiet des Mount Austen ankam, überraschte es kurz nach Sonnenuntergang am 24. September eine japanische Streitmacht und zerstreute sie. Das Bataillon beklagte sieben Tote und 25 Verwundete. Oberstleutnant Puller erreichte den Matanikau mit seinem Bataillon am 26. September. Das US-Unternehmen war allerdings durch schlechtes Kartenmaterial und eine verwirrende Kommandostruktur beeinträchtigt. Nachdem sie dem Ostufer gefolgt waren, versuchten sie die Sandbank an der Flussmündung zu überqueren. Durch eine japanische Kompanie wurde ihnen aber der Weg versperrt und sie mussten sich unter schwerem Feuer zurückziehen. Zwischenzeitlich hatte eine andere japanische Kompanie Verteidigungspositionen am östlichen Ende der Brücke bezogen, die als einzige Überquerung flussaufwärts diente. Dem amerikanischen Bataillon blieb dies verborgen. An diesem Nachmittag befahl Vandegrift Edson, die Operation zu übernehmen und schickte die 5. Marines zu seiner Unterstützung.

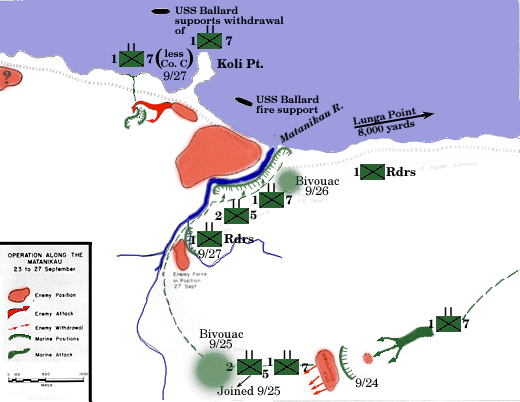
Kämpfe am Matanikau, Ende September 1942

Die beiden Kommandanten Puller und Edson erarbeiteten an diesem Abend gemeinsam einen neuen Plan. Am Morgen sollten die Marines flussaufwärts vorrücken, die Brücke überqueren und dann am anderen Ufer flussabwärts zurückkehren, um dann die Japaner an der Flussmündung zu flankieren. Um sicherzustellen, dass sich die Japaner nicht aus der Falle zurückzogen, setzte das 2. Bataillon der 5. Marines sie mit einem eigenen Angriff über die Sandbank hinweg unter Druck. Schließlich würde der Großteil des 1. Bataillons der 7. Marines eine amphibische Landung hinter Point Cruz durchführen, um jeden möglichen Fluchtweg zu verschließen. Der ehrgeizige Plan wurde vom Führungsstab der Divisionen abgesegnet.
Beide Bataillone begannen am Morgen des 27. September mit dem Angriff, konnten jedoch nicht an Boden gewinnen. Dem 2. Bataillon gelang es nicht sich am Westufer festzusetzen. Die Marines waren zwar mittlerweile bis zur Anhöhe, bezeichnet als Hügel 67, am Ostufer etwa 1.500 Meter südlich des Strandes vorgerückt, wurden dort aber durch unerwartetes Feuer der Japaner aufgehalten. Die Japaner hatten Hügel 65, etwa 850 Meter südlich von Hügel 67, besetzt. Diese Anhöhe war in der Nacht zuvor unbemerkt von ihnen eingenommen worden.
Da das Bataillon der Marines nicht in der Lage war, sich weiter von dort wegzubewegen, schickte es eine Nachricht an Generalmajor Edson, um die Situation zu erklären. In der Eile und Aufregung des Kampfes war sie aber schlecht formuliert worden. Edson schloss aus der erhaltenen Nachricht, dass die Marines den Matanikau überquert hatten und im Dorf Matanikau an der Mündung selbst auf Widerstand stießen. Daher entschied er sich für einen neuen Angriffsplan, der auf der falschen Annahme beruhte, dass die Marines im Dorf Matanikau festsaßen. Die Angreifer sollten den Vormarsch um 13:30 Uhr fortsetzen, während das 2. Bataillon gleichzeitig über die Flussmündung hinweg angriff. Das 1. Bataillon der 7. Marines sollte sich umgehend in Kukum in die Landungsboote begeben, dann westlich von Point Cruz landen und die Japaner in Matanikau von hinten angreifen. 

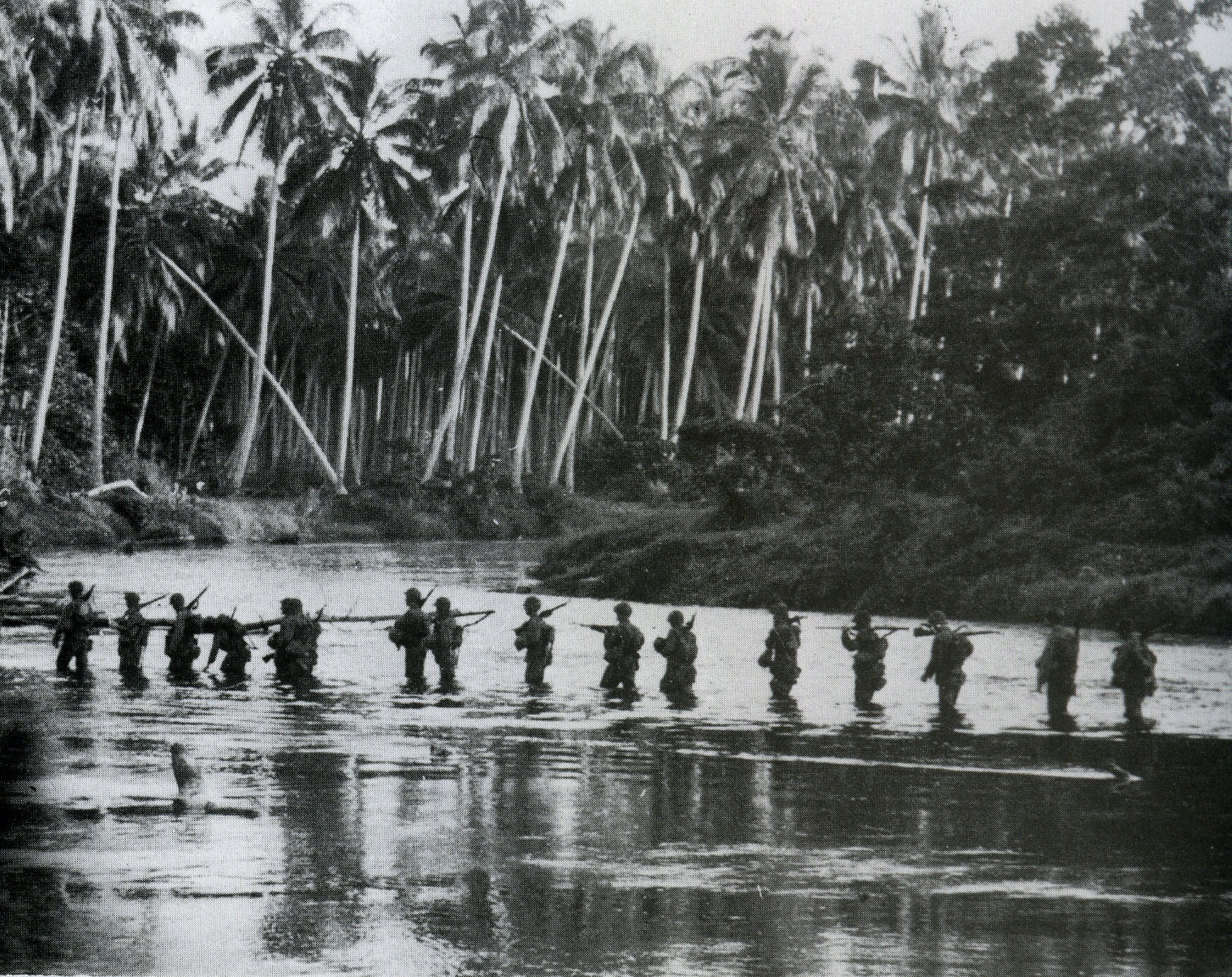
Eine Patrouille der US-Marines überquert im September 1942 den Matanikau

Das 1. Bataillon landete, unterstützt durch das Feuer des Zerstörers Ballard, wie befohlen westlich von Point Cruz und rückte etwa 350 Meter landeinwärts in Richtung des ersten Bergrückens vor. Kurz darauf kam es zu einem japanischen Luftangriff mit zwei schwerwiegenden Folgen. Die Kommunikation war unterbrochen worden und es gab keine Feuerunterstützung durch die Ballard, da der Zerstörer ein Ausweichmanöver unternahm. Die Landung erfolgte trotz allem pünktlich in zwei Wellen, und es gab keinen Widerstand, da das Bataillon weit landeinwärts in Richtung der 500 Meter entfernten Bergrücken vorgedrungen war, bevor das erste Abwehrfeuer mittels Mörsern startete, als die führenden Elemente des Bataillons die Kammlinie erreichten. Bei dem Kampf wurde der Bataillonskommandeur getötet. Fast im gleichen Moment wurde eine starke japanische Kolonne aus Richtung Matanikau beobachtet, die kurz darauf von den Marines angegriffen wurde.
Während es dem Bataillon gelang sich bis zur Kuppe des Bergrückens hochzukämpfen und dort eine Verteidigungsstellung aufzubauen, begannen die Japaner sich um die neue Position herumzuarbeiten. Der Mörserbeschuss ging weiter und die Lage wurde dadurch verschärft, das der 81-mm-Mörserzug der Kompanie D nur eine Waffe und 50 Schuss Munition zur Verfügung hatte. Zudem waren keine Funkgeräte angelandet worden und so gab es keine Verbindung zum Divisionshauptquartier.
An der Mündung des Matanikau wurde das 2. Bataillon der 5. Marines ohne jeglichen Geländegewinn weiterhin festgehalten. Es hatte bei seinem Versuch, den Fluss zu überqueren, bereits einige Verluste erlitten. In Anbetracht der äußerst schlechten Situation holte Puller die Erlaubnis ein, mit dem Boot die Küste hinaufzufahren und die Einheit zu evakuieren. Kurz zuvor sah der Pilot einer Douglas SBD, die in unmittelbarer Nähe der belagerten Truppe kreiste, das Wort „Hilfe“ in weißer Schrift auf dem Boden innerhalb der Begrenzung des Bergrückens. Er gab diese Nachricht sofort an die 5. Marines weiter, mit deren Einheit er in Funkkontakt stand.
Puller befreite seine bedrängte Einheit schließlich mit Geschützfeuer des Zerstörers Ballard und mittels Signalflaggen weitergegebener Nachrichten. General Edson befahl den Marines dann, sich zur Flussmündung zurückzuziehen, um sich dem 2. Bataillon der 5. Marines anzuschließen, woraufhin sich beide Einheiten in den Divisionsbereich zurückzogen. Die eingesetzten Einheiten hatten im Verlauf der Operation 67 Tote und 125 Verwundete zu beklagen.
Das Kommando der Marines übernahm nun Captain Ira J. „Jake“ Irwin. Das Bataillon war durch die zwei Monate dauernden Kämpfe und durch die Anstrengungen in den Tropen erschöpft. Viele Männer waren an Malaria und anderen Krankheiten erkrankt.

## Die Situation der Japaner
Am 3. Oktober gegen 20:00 Uhr war Generalleutnant Maruyama Masao bei Tassafaronga an Land gegangen und richtete sein Hauptquartier am nächsten Tag am Fluss Mamura ein. Von den 9.000 japanischen Soldaten, die vor ihm Guadalcanal erreicht hatten, waren 2.000 bereits gefallen und 5.000 zu schwach um einen Angriff gegen die Amerikaner auszuführen. Den Überlebenden ganzer Einheiten mangelte es zudem an jeglicher Ausrüstung. General Kawaguchi Kiyotake war am 25. und erneut am 28. September ausdrücklich zum wiederholten Mal angewiesen worden, Stellungen am Ostufer des Matanikau einzunehmen. Er lehnte die Ausführung dieser Befehle jedoch ab, da ihm das Leid seiner Truppen nicht egal war und er sich auch der Gefahr einer Spaltung seiner körperlich erschöpften Einheiten bewusst war. Am 30. September befahl Generalleutnant Hyakutake Seikichi Kawaguchi, das Ostufer des Matanikau sofort zu besetzen und diesen Befehl unmittelbar auszuführen. Aber erst drei Tage später, also am Tag der Ankunft Maruyamas, platzierte Kawaguchi eine Infanteriekompanie auf der Ostseite der Flussmündung.

## Oktoberkämpfe

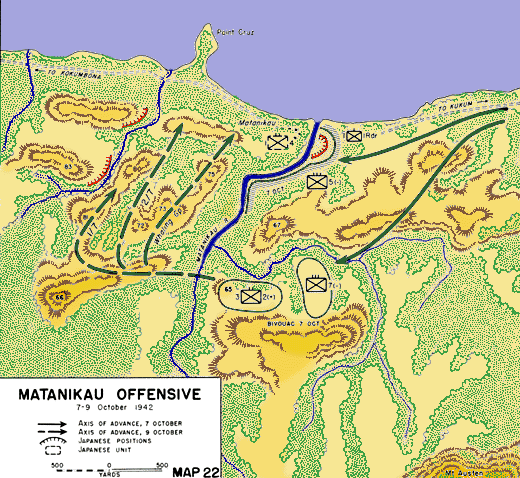

Anfang Oktober 1942 deuteten Geheimdienstinformationen darauf hin, dass die Japaner ihre Streitkräfte westlich des Matanikau wieder aufbauten um eine weitere Offensive gegen den Perimeter der Amerikaner vorzubereiten. Daraufhin wurde zunächst beschlossen, die Übergänge über den Fluss zu sichern. Die weitere Planung ähnelte stark dem Vorgehen Ende September. So sollten die 5. Marines mit zwei Bataillonen die Küstenstraße entlang vorrücken, das nahe Ufer des Matanikau einnehmen und die Aufmerksamkeit der japanischen Streitkräfte auf der anderen Uferseite auf sich ziehen. Für den Angriff im Norden waren frei weitere Bataillone vorgesehen. Sie sollten den Fluss an der Brücke überqueren und dann die Japaner in Richtung Meer angreifen. Sobald sie die Brücke überquert und die andere Seite des Flusses geräumt hatten, würde eine Streitmacht Kokumbona besetzen um weitere japanische Operationen in der Nähe zu verhindern. Zusätzlich zur Verstärkung der Angriffskräfte leistete die Division dieses Mal reichlich Feuerunterstützung. Alle Einheiten sollten am 7. Oktober in Stellung gehen, um den Angriff am nächsten Morgen vorzubereiten.
Die 5. Marines stießen am 7. Oktober während ihres Vormarsches auf eine japanische Kompanie, die sich auf der anderen Seite des Flusses knapp landeinwärts der Sandbank eingegraben hatte. Das 2. Bataillon konnte den Großteil seiner zugewiesenen Front weiter flussaufwärts sichern, aber das 3. Bataillon war nicht in der Lage den starken japanischen Widerstand zu brechen, der sich auf aus einer gut befestigten Verteidigungsposition heraus auf die amerikanische Truppe konzentrierte. Edson schickte daraufhin die L Kompanie in die Schlacht und rief dann per Funk nach Verstärkung, damit er eine Regimentsreserve bilden konnte. Die Division beauftragte die A Kompanie der 1. Marines mit der Aufgabe und die Einheit marschierte die Küstenstraße entlang, um neben Edsons Kompanieposten zu biwakieren.
Die Japaner unternahm in der folgenden Nacht mehrere Versuche, aus der Umzingelung auszubrechen und die Barriere an der Flussmündung zu erobern. Es kam zu Nahkämpfen seitens der Kompanien I und M. Keiner der japanischen Angriffe war erfolgreich. Am frühen Morgen um 5:00 Uhr wurden die ersten Marines in die Stellungen befohlen und am Nachmittag der Rest des Marine-Bataillons beordert und dem Kommando von Major Lewis William Walt von den 5. Marines übergeben. Um 18:30 Uhr unternahmen die Japaner einen letzten Versuch, sich zu befreien. Der Ansturm traf die Stellungen der Marines, bei denen es erneut zu schweren Nahkämpfen kam, an denen wieder Elemente der Kompanie M beteiligt waren. Die japanische Streitmacht wurde vernichtend geschlagen und am nächsten Tag wurden 59 Tote auf Seiten der Japaner gezählt. Die Marines verloren in der letzten Phase des Gefechts 12 Tote und 22 Verwundete.
Sintflutartige Regenfälle verhinderten den Beginn des amerikanischen Angriffs am 8. Oktober. Die Tatsache, dass eine Verschiebung auf den nächsten Tag unumgänglich war, löste bei General Vandegrift einige Beunruhigung aus, da dadurch das Überraschungsmoment verloren gehen würde. Die offensichtliche Unmöglichkeit des Vorrückens konnte jedoch nicht bestritten werden, und die Verschiebung wurde deswegen genehmigt.
Luftbeobachtungen und Informationen von Küstenbeobachtern und andere Geheimdienstquellen deuteten zudem darauf hin, dass ein starker und konzertierter Angriff auf die Stellungen der Marines bevorstehe. Auch die Konzentrationen von Schiffen in Rabaul und Anzeichen einer beschleunigten Aktivität in diesem Hafen deuteten auf eine starke Unterstützung von See hin und dass die Möglichkeit einer japanischen Landung bestand. Diese Informationen veranlassten General Vandegrift seine Pläne für die bevorstehende Offensive abzuändern. Er hatte ursprünglich geplant nach einem erfolgreichen Angriff in Kokumbona eine ständige Garnison zu belassen, um eine künftige Ansammlung starker japanischer Streitkräfte in der Gegend zu verhindern. Die bevorstehende mögliche Landungsoperation der Japaner von Rabaul aus machte einen solchen Schritt jedoch nicht durchführbar, da der Abzug der dafür erforderlichen Anzahl von Männern die Verteidigung des Perimeters selbst schwächen würde. Deshalb wurde beschlossen, den Angriff auf das Dorf Matanikau wie ursprünglich geplant zu starten und das Dorf und die darin befindlichen japanischen Soldaten zu vernichten. Unmittelbar danach würde sich die Angriffstruppe in aufeinanderfolgenden Staffeln entlang der Küstenstraße zurückziehen, die durch das Dorf führt.

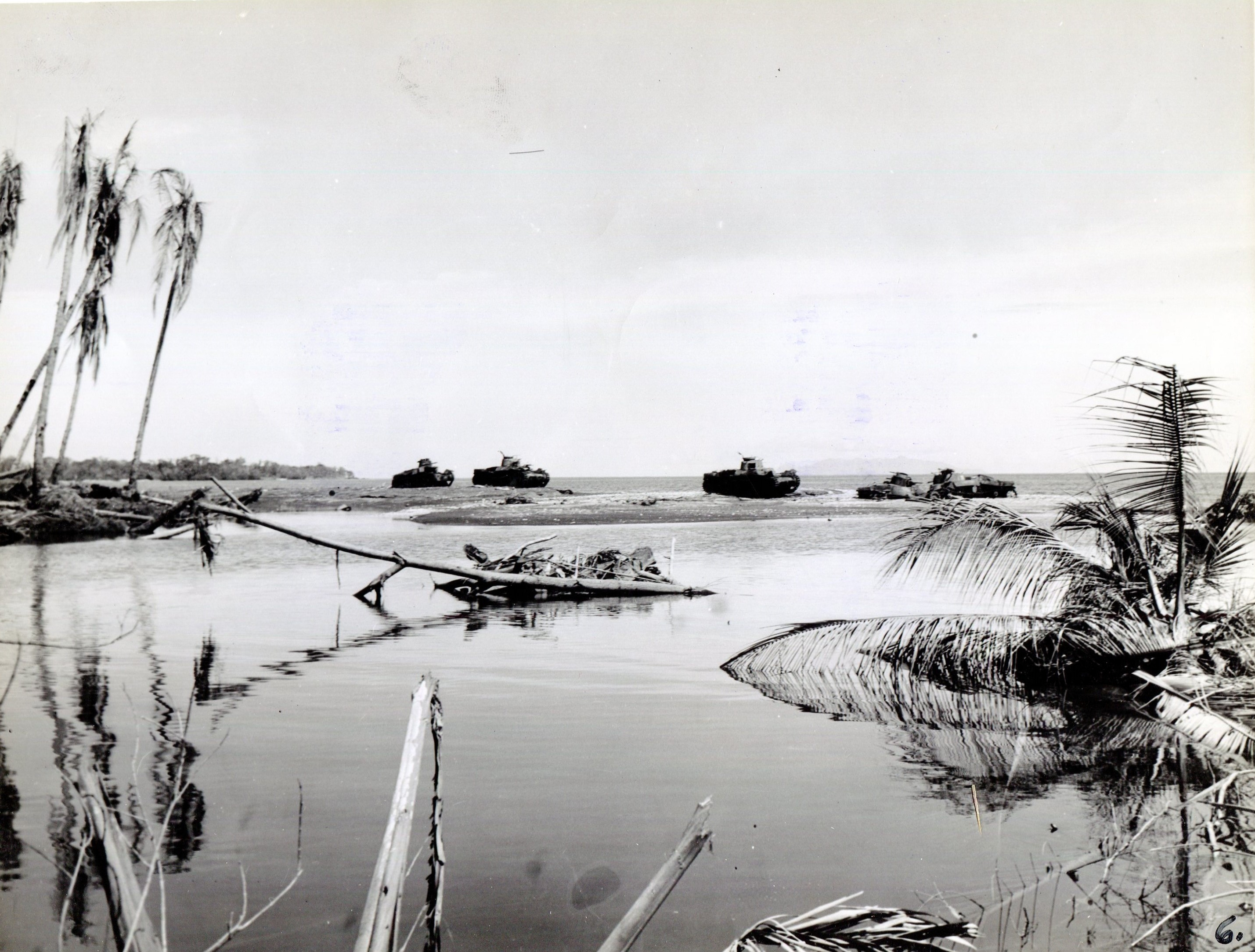
Zerstörte japanische Panzer an der Mündung des Matanikau

Der Angriff war in jeder Hinsicht ein Erfolg. Zwar gab es im Dorfzentrum etwas stärkere Gegenwehr, aber die amerikanischen Einheiten konnten durch das Dorf hindurch bis zur Basis von Point Cruz vorrücken. Beim Vormarsch in Richtung Küstenebene war die Truppe wieder auf einigen Widerstand gestoßen, doch erst nachdem das Bataillon die letzten Bergrücken mit Blick auf die Ebene erreicht hatte, traf es auf eine starke Konzentration japanischer Truppen. Zu diesem Zeitpunkt erhielt Puller von Oberst Amor L. Sims, dem kommandierenden Offizier des Regiments, den Befehl, die Küstenstraße in Richtung Kokumbona zu erkunden und sich von größeren Aktionen fernzuhalten. Puller informierte Sims über seine Situation und erhielt dann die Erlaubnis, weiterzumachen.
Starke japanische Einheiten der 4. Infanterie befanden sich in der Schlucht vor Anhöhe, auf der das amerikanische Bataillon stand. Mittels Artillerie- und Mörserfeuer brachten Pullers Soldaten die Japaner dazu über die Bergrücken jenseits der Schluchten zu fliehen. Dabei verließen sie zwangsläufig ihre Deckung und kamen in die Reichweite des Feuers automatischer Waffen. Laute einem Eintrag in einem aufgefundenen Tagebuch, das von einem Offizier des beteiligten japanischen Regiments geführt worden war, wurde vom Verlust von 690 Mann allein dieses Regiments bei der Begegnung mit dem 1. Bataillon der 7. Marines berichtet.

Bei der Leiche eines japanischen Offiziers wurden Dokumente gefunden, die die Vermutungen der Präsenz japanischer Streitkräfte östlich des Flusses und deren Konzentration unmittelbar westlich von Matanikau bestätigten. Es deutete darauf hin, dass die Japaner selbst im Begriff gewesen waren, eine Offensive zu starten, als sie angegriffen wurden. Eine japanische Operation gegen den Umkreis war geplant worden und der für den Beginn des Angriffs festgelegte Termin war genau derselbe, der für den Angriff der Marines festgelegt worden war: nämlich der 8. Oktober.

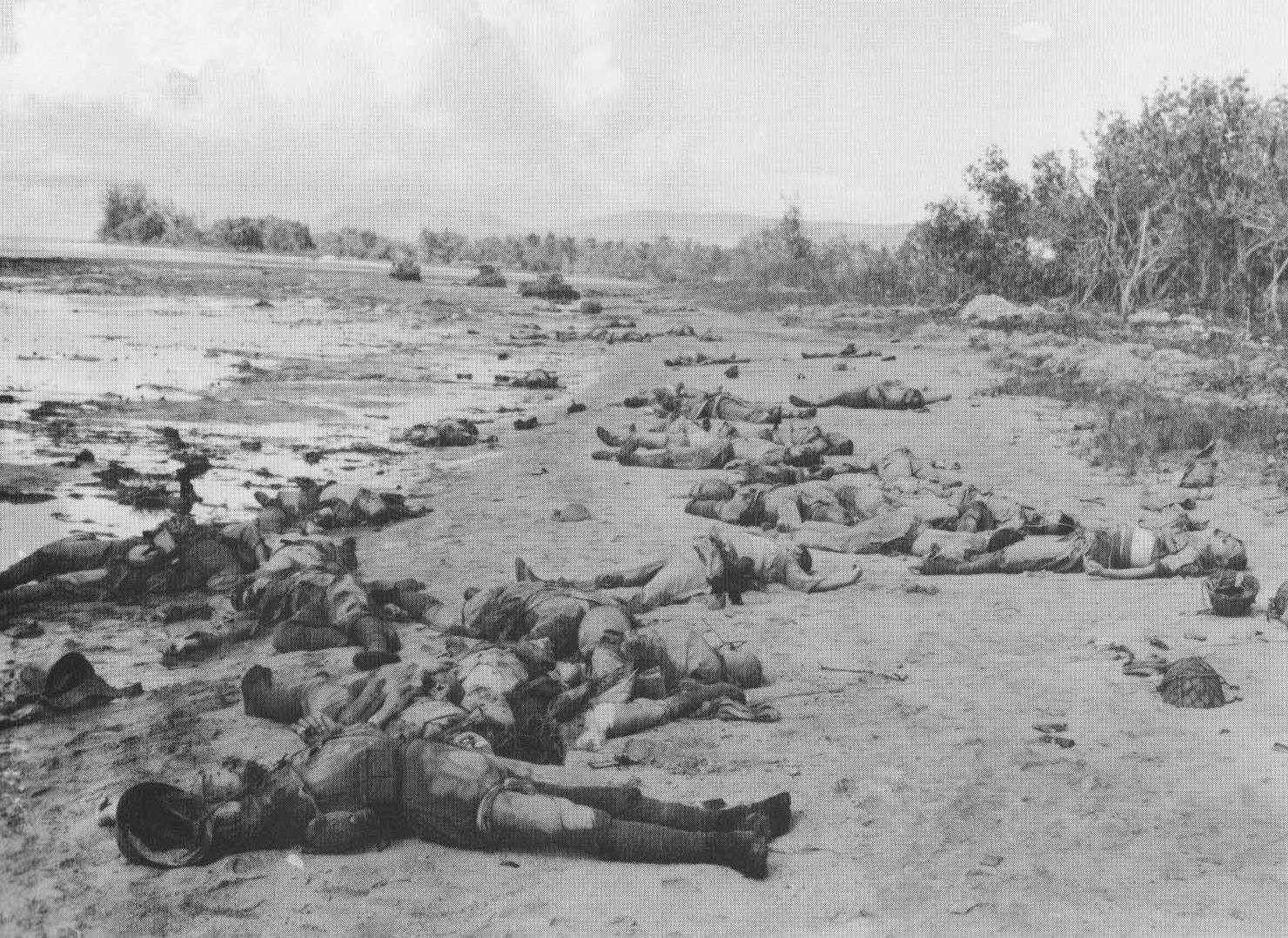
Tote Soldaten der japanischen Armee liegen in der Nähe der Mündung des Matanikau nach einem gescheiterten Angriff auf Stellungen der US-Marines auf Guadalcanal am 23. und 24. Oktober 1942

## Nach den Kämpfen
Nach ihrer Niederlage in der Schlacht um Henderson Field plante die japanische Armee, mit weiteren Verstärkungen im November die Offensive wieder aufzunehmen. Die Operation Ka der Japaner war nun voll angelaufen, als General Hyakutake Seikichis 17. Armee den Befehl auszuführen begann, Guadalcanal zu halten und die Amerikaner aus ihren Stellungen rund um Henderson Field zu vertreiben, indem sie die Destroyer Escort Force mit ihren Kreuzern und Zerstörern unter dem Befehl von Admiral Tanaka Raizō einsetzte, um etwa 25.000 Soldaten bei Tassafaronga an der Nordküste von Guadalcanal anzulanden (→ Seeschlacht bei Tassafaronga).